# Eyrarlandstatuetten
Eyrarlandstatuetten er en bronzefigur af en siddende mand, der er omkring 6,7 cm høj. Den stammer fra omkring år 1000 og blev fundet på gården Eyrarland ved Akureyri på Island. Statuetten er udstillet på Islands Nationalmuseum. Den forestillet den nordiske gud Thor og har muligvis været en brik til et spil.
Den blev fundet i 1815 eller 1816 på en af de to Eyrarland-gårde ved Akureyri.
Figuren holder et objekt, der er identificeret som Mjølner, der er udformet som på en typisk islandsk kors-agtig form. Det er blevet foreslået, at statuetten har forbindelse til Þrymskviða fra den Ældre Edda, hvor Thor får sin hammer tilbage og sidder og holder den med begge hænder under bryllupsceremonien.. Et anden tolkning er foreslået af arkæologen Kristján Eldjárn, der har fremlagt en teori om, at den kan være den centrale spillebrik fra brætspillet hnefatafl, baseret på ligheder mellem mindre figurer i hvalknogle, der blev fundet i Baldursheimur sammen med sorte og hvide spillebrikker og en terning.